# Aleksa et Dritan – Comptez sur la bravoure !
Aleksa et Dritan – Comptez sur la bravoure ! (en monténégrin Алекса и Дритан – Храбро се броји! / Aleksa i Dritan – Hrabro se broji!) est une coalition politique monténégrin entre Monténégro démocratique et l'Action réformiste unie fondée le 17 mai 2023.

## Histoire
Le 17 mai 2023, un accord de coalition est publié entre les deux partis pour présenter une liste unique aux élections législatives de 2023. Le tête de liste de la coalition est Aleksa Bečić, le chef de Monténégro démocratique, et le deuxième est Dritan Abazović, le chef de Action réformiste unie et l'actuel Premier ministre du Monténégro. 

## Idéologie et objectifs
L'accélération du développement économique, la protection des droits des minorités, la justice sociale, la solidarité et les soins de santé complets sont énoncés comme objectifs de l'action politique de la coalition. La coalition exclu toute possibilité de participation à un gouvernement avec le Parti démocratique des socialistes (DPS) après les élections législatives de 2023. Le chef de la coalition, Aleksa Bečić, met également l'accent sur la lutte contre la mafia, la corruption et la xénophobie pendant la campagne électorale,.

## Résultats électoraux

### Élections législatives
| Élection | Votes  | %     | Sièges  | Rang |
| -------- | ------ | ----- | ------- | ---- |
| 2023     | 37 777 | 12,50 | 11 / 81 | 4e   |